# Großhennersdorf
Großhennersdorf était une commune autonome de Saxe (Allemagne), située dans l'arrondissement de Görlitz, dans le district de Dresde. Le 1er janvier 2011, elle a été intégrée dans la commune de Herrnhut dont elle constitue aujourd'hui un quartier.